# مارماهی آمریکایی
مارماهی آمریکایی (نام علمی: Anguilla rostrata) نام یک گونه از تیره مارماهی مهاجر است.